# Persécution d'Aurélien
 (février 2019).
Si vous disposez d'ouvrages ou d'articles de référence ou si vous connaissez des sites web de qualité traitant du thème abordé ici, merci de compléter l'article en donnant les références utiles à sa vérifiabilité et en les liant à la section « Notes et références ».
La persécution d'Aurélien serait la neuvième persécution de chrétiens sous l'empire romain en partant de celles de Néron, mais son historicité reste sujette à débats. On en retrouve des traces chez des auteurs chrétiens, et dans les Actes des Martyrs, mais l'authenticité de ces sources est douteuse.

## Citations d'écrits chrétiens
L’épisode de la reconquête d’Antioche et de la décision impériale d’Aurélien (règne de 270 à 275), défavorable à l’évêque hérétique Paul de Samosate, laisse penser que le Prince était favorable aux chrétiens, au moins dans la première partie de son règne. De grands hommes du gouvernement d’Aurélien, par exemple le consul de 272, Postumius Quiétus, étaient probablement de religion chrétienne (sa famille jouissait d'un grand prestige sous Aurélien et à la fin du IIIe siècle).
Pourtant, l’idée d’une persécution d’Aurélien se retrouve dans les textes d’un certain nombre d’auteurs ecclésiastiques, y compris Eusèbe de Césarée (vers 265-339), qui relate longuement l’épisode d’Antioche. Le polémiste Lactance (vers 250, vers 325) évoque pour la première fois cette persécution supposée dans le De Mortibus Persecutorum, VI: “Aurélien, Prince d’un naturel follement emporté, n’ignorait pas la captivité de Valérien, mais oubliant les crimes et le châtiment de ce dernier, il provoqua la colère de Dieu par ses cruautés. À vrai dire, il n’eut même pas le loisir de faire exécuter complètement les projets qu’il avait formés : la mort le surprit au milieu des premiers accès de sa fureur. Ses édits sanguinaires n’étaient pas encore parvenus dans les provinces les plus éloignées, que déjà, il gisait tout sanglant sur le sol de Cænophrurium (en), bourg de Thrace, assassiné par ses familiers sur la foi de faux soupçons”. 
Eusèbe, qui publie son Histoire ecclésiastique à la même époque, parle davantage d’une persécution restée sur le papier, et qui n’aurait pas été décidée, interrompue sans doute par la mort du Prince (L.VII, XXX, 20): “Déjà, il allait la décider, et pour ainsi dire il avait presque signé les édits contre nous, lorsque la justice divine l’atteignit et le retint comme par le bras”. Cette phrase pourrait également être interprétée comme un revirement de décision de la part d’Aurélien, d’ailleurs, Eusèbe commence en précisant qu’Aurélien avait été “excité par certains conseils” et que l’ “on en parlait beaucoup parmi tous”. L’idée d’une persécution viendrait alors de certains milieux païens dans l’entourage d’Aurélien, qui l’auraient influencé, et n’aurait donc rien à voir sa réforme religieuse bâtie autour d’un monothéisme solaire. Réforme qui a dû toutefois justifier en partie le discours violent de Lactance, soucieux de monter à Constantin Ier, encore tenté de se rattacher à la mémoire d’Aurélien, ce qu’il était arrivé au “persécuteur tardif”, qui avait voulu assoir son pouvoir sur un monothéisme païen, concurrent du christianisme (d'autant que la vie de Constantin mentionne des apparitions d'Apollon et de Sol Invictus, qu'il aurait commencé par vénérer).[réf. nécessaire]
Le lancement par Aurélien d’une neuvième persécution (en partant de Néron), se retrouve chez Saint Jérôme (340-420) (Chronique, 2294), Orose (380-418) (Histoire contre les païens, 23, 6) et au VIe siècle Jordanès (Histoire des Goths, 291). Ces auteurs ne s’étendent d’ailleurs guère sur le sujet, mais Jérôme introduit l’idée qu’un présage divin se serait produit alors: la foudre serait tombée près d’Aurélien et ses compagnons. Saint Augustin (La cité de dieu, VIII, 4, 2) parle encore au Ve siècle de la persécution d’Aurélien. Pourtant, Sulpice Sévère (Chronique, II, 32), parle au contraire de cinquante ans de paix de l’Église entre Valérien et Dioclétien.
L'historien Léon Homo a repris les actes des martyrs attribués à Aurélien, et conclut à leur inauthenticité. En effet, les actes s’étalent sur toute l’année 275, alors que l’édit, s’il a bien été signé, n’aurait été envoyé que peu de temps avant sa mort (septembre 275). De plus, on trouve des martyrs dans des provinces aussi éloignées que les Gaules, tandis que dans l'hypothèse de l’édité, il n’aurait dû y avoir que des martyrs isolés et en petit nombre, en Thrace, où se trouvait alors Aurélien.
Il faut donc en conclure à l’impossibilité d’une persécution effective d’Aurélien, soit que l’édit n’ait pas pu être appliqué, soit qu’il n’ait pas été signé comme semble l’affirmer le texte d’Eusèbe, tous les actes des martyrs de la persécution d’Aurélien sont a priori à rejeter comme inauthentiques. Par ailleurs, des études récentes sur ces textes tendraient à montrer que les actes des martyrs de Gaule attribués à Aurélien seraient en fait le fruit du travail de descendants de familles gallo-romaines victimes des "purges" d'Aurélien lorsqu'il reconquit l'Empire des Gaules dissident. Ceux d'autres provinces pourraient également venir d'une confusion dans la traduction du nom de l'empereur Marc Aurèle, confondu avec celui d'Aurélien.

## Actes des martyrs attribués à une persécution d'Aurélien
- En Italie, martyres du pape Félix Ier (VI des ides de juin), du lecteur Synésius (ides de décembre) à Rome. De Basilidès, Tripos, Mandalis et vingt autres à Rome le IV ou le VI des ides de juin. Martyre d’Eutropius, Zosime, Bonosa et cinquante soldats (VIII des ides de juillet et ides de juillet) à Porto, IV des ides d'août, martyre de soixante-cinq soldats. Martyr d’Agapitus et d’Anastasius à Preneste les XV et XII des calendes de septembre. Martyre de Restituta et de plusieurs autres à Sora (VI des calendes de juin), d’Ireneus et Mustiola à Clusium (nones de juillet). Martyre de Félix à Sutrium (IX des calendes de juillet).

- En Gaule, martyres de Patroculus (VI des calendes de février), Sabinianus (IV des calendes de février), de Julia, Claudius, Justus, Jucundinus et cinq autres (XII des calendes de septembre), de Venerandus (ou Veneranda) le XVII des calendes de décembre, à Troyes. Martyre de Colomba à Sens aux calendes de janvier, de Révérien dit Reverianus et Paulus à Autun aux calendes de juin, de Priscus, Cottus et beaucoup d’autres à Auxerre (VII des calendes de juin).

- En Asie mineure, martyre de Mamas à Césarée de Cappadoce (XVI des calendes de septembre), d’Athénodore à Néo-Césarée (Pont) le XV des calendes de novembre[2], martyre de Paulus, Juliana, et plusieurs autres à Ptolémaïs (Palestine), Martyre de Conon, et de son fils à Iconium (Lycaonie) et beaucoup d’autres.

Ils sont soit fabriqués de toutes pièces à des époques postérieures, soit des actes d’autres persécutions, notamment sous Marc Aurèle, dont le nom est proche de celui d’Aurélien, et faussement datés.